# Papinho-amarelo
O papinho-amarelo (Piprites chloris),  chamado em espanhol de bailarín verde (na Argentina e no Paraguai, saltarín oliva (em Colômbia), piprites alibandeado (no Equador), piprites de asa barrada (em Peru) ou quejoso asa barreteada (em Venezuela) é uma espécie de ave paseriforme da família Tyrannidae, uma das três pertencentes ao  género Piprites. Anteriormente era incluída na família Pipridae, mas actualmente, com base em estudos genéticos, demonstrou-se sua inclusão dentro da família Tyrannidae. É nativo de América do Sul.

## Distribuição e habitat
Distribui-se numa imensa área do centro norte do continente sulamericano que inclui a bacia amazônica, o escudo das Guianas e regiões montanhosas do norte, incluindo Colômbia, Venezuela, Guiana, Suriname, Guiana Francesa, norte e oeste de Brasil, este de Equador, este de Peru e norte de Bolívia; e também em áreas do este e sudeste de Brasil, este de Paraguai, e extremo nordeste de Argentina.
Esta é considerada pouco comum em seus habitats naturais: o estrato médio e o sub-dosselel de selvas húmidas, principalmente abaixo dos 1300 m de altitude.

## Descrição
Mede de 12,5 a 13 cm de comprimento. O dorso e a coroa são de cor verde oliva brilhante. A nuca é cinza. As bochechas e a zona loreal podem ser amarelas ou cinzas, a frente e a garganta amarelas ou verde oliva, o ventre amarelo oliváceo a cinza clara. As asas com linhas e pontos brancos e negros, podem apresentar filetes amarelados.

## Sistémica

### Descrição original
A espécie P. chloris foi descrita pela primeira vez pelo naturalista holandês Coenraad Jacob Temminck em 1822 sob o nome científico Pipra chloris; sua localidade tipo é: "Brasil, limitado posteriormente a Ipanema, São Paulo".

### Etimología
O nome genérico feminino Piprites compõe-se das palavras do grego "πιπρα pipra" ou "πιπρω piprō": pequena ave mencionada por Aristóteles e outros autores mas nunca propriamente identificada, e associada aos coloridos pássaros neotropicais do gênero Pipra, e "ιτης itēs": ‘parecido’, ‘similar a’; significando "que parece um Pipra"; e o nome da espécie "chloris" prove/provem do grego khlōris que significa ‘verde’ .

### Taxonomia
É parente próxima a Piprites griseiceps. A subespecie chlorion é bastante diferente, diferencia-se das outras por seu manto, lados do pescoço, colar trasero e alto da garganta até o baixo ventre cinza (e não amarelo/oliva) e pelo médio ventre esbranquecido e não amarelo pálido; mas não se detectaram diferenças vocais, e a cauda mais curta supõe seja associada à subespecie tschudii.

### Subespecies
Segundo as classificações do Congresso Ornitológico Internacional (IOC)  e Clements Checklist/eBird v.2021 reconhecem-se sete subespecies, com sua correspondente distribuição geográfica:
- Piprites chloris antioquiae Chapman, 1924 – Andes centrais de Colômbia (Antioquia).
- Piprites chloris boliviana Chapman, 1924 – norte tropical de Bolívia e sudoeste da Amazonia brasileira.
- Piprites chloris chlorion (Cabanis), 1847 – sudeste de Venezuela, as Guayanas e norte de Brasil.
- Piprites chloris chloris (Temminck), 1822 – sudeste de Brasil (desde Espírito Santo) até o este de Paraguai e nordeste de Argentina (Missões)
- Piprites chloris grisescens Novaes, 1964 – norte de Brasil, leste do Pará.
- Piprites chloris perijana Phelps & Phelps & Phelps Jr Jr, 1949 – Serranía do Perijá, na fronteira nordeste de Colômbia, noroeste de Venezuela, e Andes do oeste de Venezuela.
- Piprites chloris tschudii (Cabanis), 1874 – sudeste de Colômbia até o centro de Peru e noroeste de Brasil.